# بدفورد (ماساچوست)
بدفورد (به انگلیسی: Bedford) شهرکی در شهرستان میدلسکس ایالت ماساچوست می‌باشد که در سال ۱۷۲۹ بنیان‌گذاری شده‌است. این شهرک در سرشماری سال ۲۰۱۰ میلادی، ۱۳٬۳۲۰ نفر جمعیت داشته‌است.